# Luciînske, Rozdilna
Luciînske (în ucraineană Лучинське) este un sat în comuna Stepanivka din raionul Rozdilna, regiunea Odesa, Ucraina.

## Demografie
Componența lingvistică a localității Luciînske
     Ucraineană (89,71%)
     Rusă (6,24%)
     Alte limbi (1,35%)
Conform recensământului din 2001, majoritatea populației localității Luciînske era vorbitoare de ucraineană (89,71%), existând în minoritate și vorbitori de rusă (6,24%) și găgăuză (2,7%).